# Barásoain
Barásoain – gmina w Hiszpanii, w Nawarze, o powierzchni 13,94 km². W 2011 roku gmina liczyła 674 mieszkańców.